# Belford (New Jersey)
Belford è un census-designated place (CDP) degli Stati Uniti d'America, situato nello stato del New Jersey, nella contea di Monmouth.